# Vallis Bouvard
Das Vallis Bouvard ist ein Mondtal am äußersten westlichen Rand der Mondvorderseite. Es erstreckt sich über eine Strecke von fast 300 Kilometern von einem Punkt nordöstlich des Kraters Baade, nahe dem Krater Bouvard D, in nordöstlicher Richtung bis in die Nähe des Kraters Shaler. Es weist damit ebenso wie die benachbarten Strukturen des Vallis Baade und Vallis Inghirami in Richtung auf das große Einschlagbecken des Mare Orientale. An der weitesten Stelle ist es ungefähr 50 km breit.
Das Vallis Bouvard ist das einzige Mondtal, das namengebend für eine Gruppe von Nebenkratern ist:
| Buchstabe | Position           | Durchmesser | Link |
| --------- | ------------------ | ----------- | ---- |
| B         | 41,71° S, 79,82° W | 25 km       |      |
| C         | 37,09° S, 77,48° W | 15 km       |      |
| D         | 42,77° S, 80,66° W | 27 km       |      |
| E         | 41,9° S, 77,53° W  | 13 km       |      |
| F         | 42,46° S, 76,55° W | 12 km       |      |
| G         | 42,07° S, 74,74° W | 20 km       |      |
| M         | 40,61° S, 77,52° W | 74 km       |      |
| N         | 38,57° S, 76,52° W | 66 km       |      |
| P         | 38,92° S, 75,16° W | 14 km       |      |
| R         | 35,56° S, 84,38° W | 8 km        |      |
| S         | 35,62° S, 80,63° W | 12 km       |      |

Die Struktur wurde 1970 von der IAU nach dem französischen  Astronomen und Mathematiker Alexis Bouvard offiziell benannt.